# 중앙아시아의 미술
중앙아시아의 미술은 중국인들이 일찍이 서역(西域)이라고 불렀던 아시아대륙 중앙부에서 발달된 미술이다. 지리적으로 파미르고원에 의해 동서로 양분되어, 동(東)투르키스탄(지금의 중국 신장웨이우얼자치구)과, 서(西)투르키스탄(키르기스스탄·카자흐스탄의 5국)이라 불렸으며, 이들 지역은 중국·인도·이란 등의 대문명권(大文明圈)에 둘러싸인 내륙성 기후를 두드러지게 나타내는 건조지대이며 오아시스 도시를 잇는 톈산북로(天山北路)와 남로(南路：실크로드)가 통상로와 문화전파의 길이 되었던 탓으로, 오아시스 도시에도 이들 여러 문화가 혼합된 독특한 문화가 번성하였다.
그러나 오랜 세월이 흐르면서 이들 도시의 성곽·사원·분묘는 폐허가 되었다. 그런데 19세기 말에 이 지역에 대한 지리적·고고학적 관심이 높아져 각종 조사와 발굴이 행해졌다.
특히 그 무렵 관심을 모은 것은 동투르키스탄 지역으로, 20세기 초 러시아·스웨덴·영국·독일·프랑스·일본의 탐험대가 다투어 조사하고, 수집품을 가지고 갔다. 그것들은 현재 한국의 국립중앙박물관, 레닌그라드의 에르미타쥬미술관, 스톡홀름의 동아시아미술관, 런던의 대영박물관, 뉴델리의 인도국립박물관, 베를린의 국립인도미술관, 파리의 기메미술관, 일본의 도쿄국립박물관 등에 소장되어 있다.